# Pteremis canaria
Pteremis canaria är en tvåvingeart som först beskrevs av Papp 1977.  Pteremis canaria ingår i släktet Pteremis och familjen hoppflugor.
Artens utbredningsområde är Kanarieöarna. Inga underarter finns listade i Catalogue of Life.